# Система менеджмента информационной безопасности
Система менеджмента информационной безопасности (СМИБ) — часть общей системы менеджмента, которая основана на подходе бизнес-рисков при создании, внедрении, функционировании, мониторинге, анализе, поддержке и улучшении информационной безопасности.
В случае построения в соответствии с требованиями ISO/IEC 27001 основывается на PDCA модели:
- Plan (планирование) — фаза создания СМИБ, создание перечня активов, оценки рисков и выбора мер;
- Do (действие) — этап реализации и внедрения соответствующих мер;
- Check (проверка) — фаза оценки эффективности и производительности СМИБ. Обычно выполняется внутренними аудиторами;
- Act (улучшения) — выполнение превентивных и корректирующих действий;

В России принят ГОСТ Р ИСО/МЭК 27001-2006 «Информационная технология. Методы и средства обеспечения безопасности. Системы менеджмента информационной безопасности. Требования».

### Этапы внедрения СМИБ
1. Определение должностных лиц, отвечающих за аспекты информационной безопасности
2. Для эффективного функционирования СМИБ следует использовать непрерывный циклический процесс, который включает в себя следующие этапы:

- разработка (планирование);
- внедрение (реализация плана);
- проверка (анализ эффективности и работоспособности внедренных мер);
- совершенствование (устранение обнаруженных недостатков).